# Diminutif
Un diminutif est un procédé de dérivation lexicale qui ajoute à un mot l'idée de petitesse ou de fragilité ; c'est l'opposé d'un augmentatif. Les diminutifs sont fréquemment utilisés comme hypocoristiques, c'est-à-dire pour ajouter une nuance affective, caressante au mot considéré. Ils sont ainsi fréquemment formés sur les noms propres, où ils correspondent à une forme de surnom.
Les diminutifs sont d'un emploi assez restreint et figé en français, mais de nombreuses langues ont des procédés très productifs de formation des diminutifs, souvent par amuïssement ou suffixation.

## Langues construites

### Espéranto
L'espéranto utilise trois suffixes différents pour former des diminutifs :
- -ĉj- (diminutif affectueux masculin) (appliqué à la première ou aux deux premières syllabes du mot) : onklo (oncle) → oĉjo (tonton) ; patro (père) → paĉjo (papa)
- -et- (diminutif renvoyant à un être vivant de sexe indéterminé ou une chose) : domo (maison) → dometo (maisonnette)
- -nj- (diminutif affectueux féminin) (appliqué à la première ou aux deux premières syllabes du mot) : onklino (tante) → onjo (tantine, tata, tatie) ; patrino (mère) → panjo (maman)

## Langues germaniques

### Allemand
L'allemand a deux diminutifs standards :
- -chen : Mädchen (jeune fille, de Magd resp. Maid : servante resp. jeune fille, fille non mariée), Brötchen (petit pain, de Brot : pain) ;
- -lein : Röslein (petite rose, de Rose : rose), Fräulein (mademoiselle, de Frau : madame), Spieglein (petit miroir, de Spiegel : miroir)

cf. dans le texte original de Blanche-Neige, les frères Grimm font dire à la méchante reine :

« Spieglein, Spieglein an der Wand,
Wer ist die Schönste im ganzen Land? »

L'utilisation de ces suffixes diminutifs sur un radical avec a, o, u, au provoque umlaut de la voyelle accentuée.
Dans les dialectes du sud de l'Allemagne et du suisse-allemand la forme -lein donne des variantes -el (Mädel), -le (Mädle), -li (Maitli).
Diminutif autrichiens / bavarois :
- -erl : Schwammerl (champignon, de Schwamm : éponge ; en bavarois et autrichien : champignon)
- -dl : Dirndl (fille, de Dirne archaïque: fille rurale grossière ; sens actuel : un genre de jupe traditionnelle)

### Anglais
Les diminutifs sont courants dans tous les dialectes de l'anglais. Des termes tels que undies ou movie sont souvent utilisés à la place de underwear ou de moving picture. Cependant, le diminutif est parfois plus long que le terme original. L'anglais a également emprunté à d'autres langues des procédés servant à créer des diminutifs : -ette, par exemple, provient du français. 
Les diminutifs les plus courants sont : 
- -ey / -y / -ie : dearie, foxie, doggy, kitty
- -ette : diskette, cigarette, kitchenette, suffragette
- -let : piglet, eyelet, gauntlet, tablet
- -ling : duckling, gosling, yearling
- -s(y) : Wills (Williams), Becks (Beckham)
- -a :
- -o : Chlo (Chloë)

Les diminutifs de prénoms sont très courants dans le monde anglophone : Bill(y) ou Will(y) pour William, Har(ry) pour Harold, Jenny pour Jennifer, Cathy pour Catherine, Melly pour Mylena, etc..

### Néerlandais
Le néerlandais standard emploie le diminutif -je (plus rarement -tje, -mpje, -pje ou -etje; Bartje, Bart), tandis que les dialectes flamand et brabançon (brusseleer) ont conservé le diminutif ancien utilisant plutôt -ke ou -eke (plus rarement -kje, -ske ou -ie; Manneke, Man).

## Langues romanes

### Espagnol
L'espagnol emploie les diminutifs -ito, -ico, -illo (masculin singulier) et -ita, -ica, -illa (féminin singulier). 
- -ita : ahora → ahorita (maintenant, en Amérique hispanophone)
- -ico : momento → momentico (un petit moment)

### Portugais
En portugais, le diminutif s'exprime par l'ajout du suffixe -inho (masuclin singulier) et -inha (féminin singulier) en fin de mot.
- -inha : casa (maison) → casinha (petite maison, maisonette)

### Français
En français, un diminutif est plutôt utilisé dans un cadre familier et affectif, tandis que son usage est beaucoup plus large dans d'autres langues.
Plusieurs suffixes sont employés en français pour former des diminutifs :
- -ette : camion → camionnette
- -on : cabane → cabanon
- -cule (qui vient du latin) : homme → homoncule, animal → animalcule
- -ou : chat → minou, chien → pitou

Des diminutifs peuvent être formés par redoublement d'une syllabe :
- mère → maman
- père → papa
- oncle → tonton
- tante → tantine, tata, tatie

### Roumain
En roumain, les substantifs, les adjectifs, les adverbes et les pronoms peuvent tous avoir des diminutifs, comme en portugais et en russe.
Suffixes féminins
- -ea (ramură / rămurea = branche d'arbre)
- -ică (bucată / bucățică = pièce)
- -ioară (inimă / inimioară = cœur)
- -ișoară (țară / țărișoară = contrée)
- -iță (fată / fetiță = fille)
- -ușcă (rață / rățușcă = cane)
- -uță (bunică / bunicuță = grand-mère)

Suffixes masculins
- -aș (iepure / iepuraș = lapin)
- -el (băiat / băiețel = garçon)
- -ic (tată / tătic = père)
- -ior (dulap / dulăpior = armoire)
- -ișor (pui / puișor = poulet)
- -uleț (urs / ursuleț = ours)
- -uș (cățel / cățeluș = chien)
- -uț (pat / pătuț = lit)

Adjectifs
- frumos > frumușel (beau ; joli)

Adverbes
- repede > repejor (rapidement ; plus rapidement)

Pronoms
- dumneata (« vous » de politesse) > mata > mătăluță

(employé pour s'adresser respectivement à des enfants dans un contexte non familier)
- nimic (rien) > nimicuța
- nițel (un petit quelque chose)

## Langues slaves

### Russe
En russe, l'usage des diminutifs est très courant. 
Le suffixe -k (-ek, -ok) au masculin, -ka au féminin, -ko au neutre est fréquent pour les substantifs ; la vodka est une petite eau (voda : eau).
Un même prénom peut avoir plusieurs diminutifs différents. Par exemple, le prénom « Aleksandr » donne : « Sacha », « Sachen’ka », « Sachoulia », « Choura », etc..
Le diminutif des adjectifs et des adverbes est formé avec le suffixe -еньк- (-en'k-) : тёмный (sombre) devient ainsi тёмненький ; быстро (vite) devient быстренько.

## Langues chamito-sémitiques

### Arabe
La formation de diminutifs est très productive en arabe. En arabe standard moderne, un mot tel que fi`l : « action » ou « fâ`il » : « actif » a pour diminutif « fu`ayl ».
Autres exemples :
- qaSr : château (issu du latin), diminutif quSayr (cf. Qusair Amra) ;
- kût : forteresse (issu des langues dravidiennes), diminutif kuwayt, d'où Koweït.
- Hasan : beau, bon, Hassan, diminutif Husayn : Hussein.

En arabe dialectal, on trouve quelques variantes de ce procédé ; ainsi le prénom Furtuna (Fortunée) donne Fritna et non Furaytuna.

### Hébreu
En hébreu, le diminutif est souvent formé par ajout de la forme féminine -ît, comme Ron : chant, Ronit : petit chant.
Il y a aussi de nombreux diminutifs de prénoms en -î, masculins ou féminins :
- Tzipi (cf. Tzipi Livni), de Tsippora (ou Séphora, épouse de Moïse) ;
- Yossi (cf. Yossi Beilin), de Yôsef (Joseph) ;
- Yaeli (cf. Yaeli Ronen), de Yael.

### Kabyle
En kabyle, le diminutif s'obtient souvent par féminisation (ajout d'un t en début et en fin de mot) : agemmun : mamelon de terrain, diminutif tagemmunt (tous les deux employés en toponymie).
Plusieurs prénoms forment des diminutifs en -uc, -ic, -ac (-ouche, -iche, -ache en français) :
- Briruc (Brirouche) de Yebrahim (cf. arabe Ibrahim : Abraham) ;
- Werduc (Werdouche) de Werdeyya (cf. arabe Warda : « rose »).

## Basque
Le basque a surtout recours à des suffixes pour indiquer le diminutif :  
- Notamment avec le suffixe -txo, la procédure la plus fréquente (il en existe d'autres, comme -ño et -xka, moins fréquents) : txiki > txikitxo ("petit" > "tout petit"), txakur > txakurtxo ("chien" > "petit chien"); maite > maiteño ("amour, personne aimée" > "petit amour"); bide > bidexka ("chemin" > "petit chemin")... Quelques mots se forment aussi avec le suffixe fossile -tlla : leiho > leihatila ("fenêtre" > "petite fenêtre"); neska > neskatila  ("fille" (opposé à garçon, pas à fils) > "fillette").
- En palatalisant une consonne : gizona > gixona ("l'homme" > "le petit homme"), labur > llabur ("bref, court" > "tout court")...